# Halmaheramistelfresser
Der Halmaheramistelfresser (Dicaeum schistaceiceps) ist eine Vogelart aus der Familie der Mistelfresser (Dicaeidae).
Der lateinische Artzusatz kommt von lateinisch schistaceus ‚schiefergrau‘ und lateinisch caput ‚Kopf‘.

## Verbreitungsgebiet
Der Vogel ist endemisch auf den nördlichen Molukken, auf den Inseln Bacan-Inseln, Bisa, Halmahera, Kasiruta, Morotai und Obi-Inseln.
Das Verbreitungsgebiet umfasst tropischen oder subtropischen feuchten Tief- und Bergwald bis 710 m auf Halmahera, bis 950 m Höhe auf Bacan.

## Merkmale
Die Art ist 9 cm groß. Der Kopf ist grau, grün glänzend, die Kehle und Brust sind grau mit rot-orangem Fleck, die Oberseite olivfarben, der Bürzel goldgelb, die Flügeldecken und Handschwingen sind dunkelbraun.

## Unterarten
Früher wurde die hier beschriebene Art mit dem Burumistelfresser (Dicaeum erythrothorax Lesson, RP & Garnot, 1828) zusammen als konspezifisch angesehen und als Flammenbrust-Mistelfresser bezeichnet. 2007 wurden die Arten Burumistelfresser und Halmaheramistelfresser als eigenständige Arten abgetrennt. Heute gilt die Art als monotypisch.

## Stimme
Der Ruf des Männchens wird als einfaches, hohes, leicht ansteigendes „tseee“ beschrieben.

## Lebensweise
Die Nahrung besteht vermutlich aus Früchten und Nektar.

## Gefährdungssituation
Der Bestand gilt als nicht gefährdet (Least Concern).

## Etymologie und Forschungsgeschichte
Die Erstbeschreibung des Halmaheramistelfressers erfolgte 1861 durch George Robert Gray unter dem wissenschaftlichen Namen Dicaeum schistaceiceps. Das Typusexemplar sammelte Alfred Russel Wallace auf den Bacaninseln. 1816 führte Georges Cuvier die neue Gattung Dicaeum ein. Dieses Wort leitet sich vom griechischen »dikaion δικαιον« vermutlich ein Name den Ailianos für einen indischen Vogel verwendete. Der Artname »schistaceiceps« ist ein Wortgebilde aus dem griechischen »skhistos, skhizō σχιστος, σχιζω« für »gespalten, spalten« und dem lateinischen »-ceps, caput, capitis« für »-köpfig, Kopf«.